# Duvier Riascos
Duvier Orlando Riascos Barahona (* 26. Juni 1986 in Buenaventura) ist ein ehemaliger kolumbianischer Fußballspieler.

## Karriere

### Kolumbien und Venezuela
Riascos begann seine Karriere als Profifußballspieler 2005 bei América de Cali, bei dem er allerdings ohne Punktspieleinsatz blieb. Der Durchbruch gelang ihm in der Saison 2008/09 beim venezolanischen Erstligaverein Estudiantes de Mérida, für den er 21 Punktspieleinsätze absolvierte und insgesamt zwölf Treffer erzielte. Zurück in Kolumbien, spielte er bei Américas Stadtrivale Deportivo Cali. 

### Shanghai Shenhua FC
Am 1. Februar 2010 wurde bekannt gegeben, dass Riascos auf Leihbasis zum chinesischen Erstligisten Shanghai Shenhua Liansheng wechseln würde. Er feierte sein Liga-Debüt am 27. März, bei der 0:2-Niederlage gegen Guangzhou FC. Sein erstes Tor für Shanghai erzielte er in seinem zweiten Spiel am 3. April beim 2:1-Sieg über Nanchang Bayi. Im selben Jahr wurde er Torschützenkönig mit 20 Toren in 28 Spielen und zusätzlich zu Chinas Fußballer des Jahres gewählt.

### Puebla FC
Am 8. Juli 2011 wurde er zum mexikanischen Erstligisten Puebla FC ausgeliehen. Er debütierte am 23. Juli 2011 gegen den CF Atlas und erzielte sein erstes Tor beim Spiel gegen den CF Pachuca, welches 2:2 unentschieden endete. Am Saisonende hatte er in 16 Spielen sechs Tore erzielt.

### Club Tijuana
Zu Beginn der Clausura 2012 wechselte Riascos zum Ligakonkurrenten Club Tijuana. Mit zehn Toren, die Riascos in der Apertura 2012 erzielte, war er der erfolgreichste Torschütze der Xolos und hatte somit maßgeblichen Anteil am überraschenden Titelgewinn des Vorjahresaufsteigers.

### Rückkehr nach Südamerika
Nach weiteren Stationen in Mexiko und Brasilien kehrte Riascos im Januar 2017 auf Leihbasis nach Kolumbien zurück und unterschrieb bei Millonarios FC in Bogotá. Mit Millonarios erreichte er in der ersten Halbserie, der Apertura 2017, das Halbfinale und war mit sieben Treffern der beste Torschütze seiner Mannschaft. In der Finalización 2017 wurde Riascos mit Millonarios kolumbianischer Meister. Im Januar 2018 wurde er von seinem ehemaligen Leihverein CR Vasco da Gama fest verpflichtet.

## Erfolge
- Club Tijuana
  - Mexikanischer Meister: 2012 (Apertura)
- Millonarios FC
  - Kolumbianischer Meister: 2017 (Finalización)
- Universidad Católica
  - Chilenischer Meister: 2019, 2020
  - Chilenischer Supercup-Sieger: 2019
- Club Always Ready
  - Bolivianischer Meister: 2020
- Alianza FC
  - Salvadorianischer Meister: 2021
- Club Deportivo Águila
  - Salvadorianischer Meister: 2023

- Persönlich:
  - Torschützenkönig der Chinese Super League: 2010 (20 Tore)
  - Fußballer des Jahres in China: 2010